# أوليغ حرس
أوليغ حرس (بالأوكرانية: Гарас Олег Зіновійович)‏ هو لاعب كرة قدم ومدرب كرة قدم أوكراني في مركز الهجوم، ولد في 5 ديسمبر 1976 في كالوش في أوكرانيا. شارك مع منتخب أوكرانيا تحت 17 سنة لكرة القدم ومنتخب أوكرانيا تحت 18 سنة لكرة القدم ومنتخب أوكرانيا تحت 19 سنة لكرة القدم ومنتخب أوكرانيا تحت 21 سنة لكرة القدم. أما مع النوادي، فقد لعب مع لوكوموتيف موسكو ونادي كارباتي لفيف.

## وصلات خارجية
- أوليغ حرس على موقع اتحاد أوكرانيا (الإنجليزية)
- أوليغ حرس على موقع قاعدة بيانات كرة القدم.إي يو (الإنجليزية)
- أوليغ حرس على موقع عالم كرة القدم.نت (الإنجليزية)